# وقعة دير الجماجم
وقعة دير الجماجم كانت  في شعبان عام: 83 هـ/ 702 م، في مكان بين الكوفة والبصرة يسمى دير الجماجم. قضى فيها الحجاج الثقفي على أعنف الثورات الخارجة على بني أمية بقيادة عبد الرحمن بن الأشعث.

## الأحداث الاولية للمعركة
ذلك أن ابن الأشعث لما قصد الكوفة خرج إليه أهلها ، فتلقوه ، وحفوا به ، ودخلوا بين يديه ، غير أن شرذمة قليلة أرادت أن تقاتله دون مطر بن ناجية نائب الحجاج ، فلم يمكنهم من ذلك ، فعدلوا إلى القصر ، فلما وصل ابن الأشعث إلى الكوفة أمر بالسلاليم فنصبت على قصر الإمارة ، فأخذه ، واستنزل مطر بن ناجية ، وأراد قتله ، فقال له : استبقني; فإني خير من فرسانك . فحبسه ، ثم استدعاه فأطلقه وبايعه ، واستوثق لابن الأشعث أمر الكوفة ، وانضم إليه من جاء من أهل البصرة ، وكان ممن قدم عليه عبد الرحمن بن العباس بن ربيعة بن عبد المطلب ، وأمر بالمسالح من كل جانب ، وحفظت الثغور والطرق والمسالك .

## سبب قيام الثورة
دخل المسلمون بقيادة ابن الأشعث بلاد الترك فخافهم رتبيل وأرسل إليهم ليصالحهم، فرفض ابن الأشعث وأصر على القتال وحقق انتصارات رائعة، واستولى على أراضٍ كثيرة، وكان قد فتح بلدًا عين عليها نائبًا من طرفه يحفظها، وأوغل جدًّا في بلاد رتبيل، ثم رأى أن يتوقف عن التوغل في تلك البلاد حتى يصلحوا ما بأيديهم من البلاد المفتوحة، ويتقووا بما فيها من الغلات والمحاصيل ثم يواصلون السير في العام المقبل؛ ليقضوا على ملك رتبيل للأبد وكان هذا رأيًا صائبًا سليمًا..
فكتب ابن الأشعث للحجاج بذلك، فلم يعجب الحجاج ذلك الرأي، وأرسل لابن الأشعث يشتمه ويسبه ويصفه بالجبن والنكول، ويأمره بمواصلة السير نحو بلاد رتبيل، وأرسل إليه إن لم يفعل فهو معزول من قيادة الجيش.
جمع عبد الرحمن بن الأشعث رءوس أهل العراق وأمراء الجيوش وأخبرهم بما أمره به الحجاج وقال لهم: الرأي ما ترون، ولكني لست بمطيعه، فثار الناس من كل ناحية وقالوا: «لا بل نأبى على عدو الله الحجاج ولا نسمع له ولا نطيع»، ثم قام عامر بن واثلة الكناني ودعا الناس لخلع الحجاج، ولم يذكر خلع عبد الملك بن مروان ومبايعة عبد الرحمن بن الأشعث أميرًا على العراق، فقام الناس كلهم فبايعوا عبد الرحمن على ذلك وقرروا السير لمحاربة الحجاج، فلمَّا توسَّطوا الطريق قال بعضهم: «إن خلعنا للحجاج خلع لابن مروان»، فخلعوهما وبايعوا ابن الأشعث خليفة..
وكانت أول غلطة ارتكبتها تلك الحركة؛ لأنه لا يجوز أن يكون الخليفة من غير قريش وعبد الرحمن أصلاً من اليمن، فلا تجوز مبايعته بالخلافة؛ لذلك فقد امتنع بعض أهل العلم الموجودين في جيش عبد الرحمن بن الأشعث عن مبايعته بالخلافة، واكتفوا بمبايعته بالإمارة على العراق.

## الصدام المسلح
سارت الثورة متجهة إلى العراق ووصلت الأخبار للمهلب بن أبي صفرة أمير خراسان، فكتب لابن الأشعث ينهاه عن ذلك، ويحذره من التسبب في إراقة دماء المسلمين، ثم كتب المهلب إلى الحجاج يحذره من المبادرة لقتال عبد الرحمن ومن معه؛ لأن أهل العراق لهم شدة في بدايتهم ثم خور في نهايتهم، ولكنه لم يقبل هذه النصيحة وكتب الحجاج لعبد الملك بالأمر وطلب منه الإمدادات اللازمة؛ لقمع هذه الثورة فأرسل له عبد الملك بالجنود والأموال..
وجعل الناس في العراق ينحازون للثورة حتى عظم أمرها جدًّا وصار جملة جيش بن الأشعث ثلاثة وثلاثين ألف فارس ومائة وعشرين ألف رجل، وأعد الحجاج جيشًا يقارب هذا العدد، وسار لمنع ابن الأشعث من التقدم.
حدث أول صدام مسلح بين مقدمة جيوش الثورة ومقدمة جيوش الحجاج، فانتصرت مقدمة الثورة وفتكت بمقدمة الحجاج، وذلك في 10 ذي الحجة سنة 81 هـ، فلما وصلت الأخبار للحجاج تأسف؛ لأنه لم يعمل بنصيحة المهلب وقرر العودة بجنوده إلى البصرة ليعيد ترتيب أوراقه، فأسرع ابن الأشعث بجيوشه الضخمة وراء الحجاج ففر الحجاج هاربًا من البصرة، ودخلها ابن الأشعث فخطب في الناس وحضهم على قتال الظالمين ودعاهم للسير لقتال عبد الملك نفسه في الشام، فوافقه أهل العراق على ذلك بما في ذلك علماؤها وفقهاؤها، وعظم الخطب جدًّا وكبر أمر الثورة.

## موقعة الزاوية
جمع الحجاج جيوشه وأعاد تنظيمها وقرر الهجوم على جيوش ابن الأشعث في البصرة، وبالفعل في المحرم سنة 82هـ اصطدم الجيشان وحمي الوطيس جدًّا، وقتل الكثير من الفريقين حتى كان الحجاج يجثو على ركبتيه ويقول: «ما كان أكرم مصعب بن الزبير حتى صبر نفسه للقتل».
وكان مصدر قوة ابن الأشعث التأييد المعنوي من الفقهاء والعلماء والقراء الذين بايعوه على الثورة وانضموا للقتال الفعلي وكانوا أشد الناس في القتال، وكان شعارهم يوم الزاوية «يا تارات الصلاة»؛ لأن الحجاج كان يؤخر الصلاة حتى يخرج وقتها، واستمر القتال طوال اليوم حتى حمل أمير الفرسان في جيش الحجاج سليمان بن الأبرد على ميسرة جيش الثورة فكسرهم، واختلط الناس بعضهم ببعض وفر ابن الأشعث ودخل الكوفة، وظل قائد جيوشه عبد الرحمن بن عياش يقاتل لمدة خمسة أيام متصلة ثم دخل الكوفة ولحق بابن الأشعث..
وكان أهل الكوفة قد بايعوا عبد الرحمن بن الأشعث فقوي شأنه مرة أخرى ونظم جيوشه وحفظ الثغور والطرق والمسالك، وحاول الحجاج اختراق الحراسات إلى الكوفة ولكنه لم يفلح، فعسكر بجيوشه في منطقة دير قرة، ونزل ابن الأشعث وجيوشه في منطقة دير الجماجم ومع ابن الأشعث قرابة المائتي ألف، وظل الجيشان في حالة تربص أمام بعضهما البعض فترة طويلة.

## موقعة دير الجماجم
طال المقام بين الجيشين واضطرب أمر العراق جدًّا، وتربص أعداء الإسلام من بلاد ما وراء النهر نتيجة تفرق المسلمين، وهذا الأمر دعا عبد الملك بن مروان لأن يرسل أخاه محمدًا وولده عبد الله برسالة للثائرين يقول فيها: «إن كان يرضيكم خلع الحجاج عنكم خلعناه، وجعلنا مكانه محمد بن مروان، وأن يكون عبد الرحمن بن الأشعث أميرًا على أي بلد يحب»، وكره الحجاج ذلك بشدة وحذر عبد الملك من غدر أهل العراق، وذكره بما جرى لعثمان بن عفان عندما استجاب لرغبات أهل العراق وخلع عنهم سعيد بن العاص، وكيف أنهم لم يقنعوا بذلك حتى ساروا إليه آخر العام وقتلوه، ولكن عبد الملك يصر على رأيه ويرسل أخاه وولده، فقام عبد الرحمن فيهم خطيبً، وندبهم إلى قبول العرض لما فيه من الخير وحقن الدماء وعزل الحجاج الظالم، ولكن الثوار يرفضون العرض تمامً، ويظنون أن عبد الملك لم يعرض ذلك لهم إلا بسبب ضعفه..
وهذا الرفض يعتبر الغلطة الثانية والأخطر في نفس الوقت؛ لأن العرض الذي قدمه عبد الملك كان عادلاً وفيه خير كثير، ورفضه دليل انحراف الحركة من تغيير المنكر وإزالة المظالم إلى طلب الدنيا والمناصب والسلطان.
عندما رفض الثوار العرض أمر عبد الملك الحجاج أن يواصل قتالهم، ويكون هو الأمير على الجميع، فاعتمد الحجاج سياسة النفس الطويل والمصابرة، فصف جيوشه أمام جيوش الثائرين ونشبت حرب أشبه ما تكون بحرب الاستنزاف بين الفريقين، رغم أن جيش الثوار تأتيهم الميرة من الأقاليم من الطعام والعلف، وجيش الحجاج في ضيق شديد حتى فقدوا اللحم بالكلية، ومع ذلك الحجاج يصابرهم حتى انقضت هذه السنة كلها وهم كذلك.
دخلت سنة 83هـ والجيشان بينهما مبارزات فردية كل يوم، وأحيانًا تحمل مجموعة من هذا الجيش على الآخر والعكس، حتى إن جيش ابن الأشعث كسروا أهل الشام -وهم جيش الحجاج- بضعًا وثمانين مرة ينتصرون عليهم، ومع هذا فالحجاج ثابت في مكانه صابر ومصابر لا يتزحزح عن موضعه الذي هو فيه..
وكان له خبرة كبيرة بالحروب ففي أثناء القتال كان يتقدم قليلاً فقليلاً وشيئًا فشيئً، وإذا تقدم شبرًا لا يتزحزح عنه، وما زال هكذا حتى قرر القيام بعمل ينهي هذه الثورة العاتية فأمر جنوده بالحمل مرة واحدة على موضع قوة جيش ابن الأشعث وهم كتيبة القراء، وركز هجومه على هذه الكتيبة حتى قتل منهم خلقًا كثيرًا..
وكان ذلك سبب انهزام باقي الجيش الذي اضطرب نظامه واختلت صفوفه وفرُّوا في كل اتجاه، وفر ابن الأشعث من أرض المعركة، فأتبع الحجاج الفارين جيشًا آخر فلحق بهم، وأمعن فيهم القتل والأسر، وسار خلفهم يحرر البلاد والأقاليم التي دخلت في طاعة ابن الأشعث.
فرَّ ابن الأشعث ومن معه إلى بلاد الملك رتبيل ودخل في جواره، وأكرمه رتبيل وعظَّمه، واجتمع بخراسان مجموعة كبيرة من جيشه، وكتبوا إليه ليقدم عليهم؛ ليعيدوا الكرة مرة أخرى على الحجاج، ولكن جهودهم لم يكتب لها النجاح، وعاد عبد الرحمن بن الأشعث إلى الملك رتبيل وأقام عنده..
وأخذ الحجاج يتتبع كل من خرج من ابن الأشعث وأمعن فيهم القتل حتى قيل أنه قد قتل منهم -صبرًا بين يديه- مائة وثلاثين ألفًا آخرهم سعيد بن جبير، ثم أرسل الحجاج إلى رتبيل يتوعده ويتهدده ويقول له: «والله الذي لا إله إلا هو، لئن لم تبعث إليَّ بابن الأشعث لأبعثن إلى بلادك ألف ألف مقاتل وأخربنها»، فأرسل رتبيل يشترط عليه ألا يقاتله الحجاج عشر سنين، وألا يؤدي في كل سنة إلا مائة ألف من الخراج فوافق الحجاج، فعندها غدر رتبيل بابن الأشعث وقتله وأرسل برأسه للحجاج، وهذا جزاء من ظن أن في الكفار ملجأ ومأمنًا.
وهكذا انتهت هذه الثورة التغييرية التي ما جنت ولا ثمرة واحدة، وخلفت ورائها عشرات آلاف من القتلى، وأضعفت الأمة وبقي الظلم كما هو، ذلك لأنها قد انحرفت بأهدافها عن إزالة الظلم إلى طلب الدنيا وطلب الثأر بأحقاد قديمة.
وذكر ابن كثير الحادثة في كتابه: «البداية والنهاية» قائلاً:
(قال الواقدي: وذلك أن ابن الأشعث لما قصد الكوفة خرج إليه أهلها فتلقوه وحفوا به ودخلوا بين يديه، غير أن شرذمة قليلة أرادت أن تقاتله دون مطر بن ناجية نائب الحجاج فلم يمكنهم من ذلك، فعدلوا إلى القصر، فلما وصل ابن الأشعث إلى الكوفة أمر بالسلالم فنصبت على قصر الإمارة فأخذه واستنزل مطر بن ناجية وأراد قتله، فقال له: استبقني فإني خير من فرسانك فحبسه، ثم استدعاه فأطلقه وبايعه واستوثق لابن الأشعث أمر الكوفة وانضم إليه من جاء من أهل البصرة، وكان ممن قدم عليه عبد الرحمن بن العباس بن ربيعة بن عبد المطلب، وأمر بالمسالح من كل جانب، وحفظت الثغور والطرق والمسالك. ثم إن الحجاج ركب فيمن معه من الجيوش الشامية من البصرة في البر حتى مر بين القادسية والعذيب وبعث إليه ابن الأشعث عبد الرحمن بن العباس في خيل عظيمة من المصرين فمنعوا الحجاج من دخول القادسية، فسار الحجاج حتى نزل دير قره، وجاء ابن الأشعث بمن معه من الجيوش البصرية والكوفية حتى نزل دير الجماجم، ومعه جنود كثيرة وفيهم القراء وخلق من الصالحين، وكان الحجاج بعد ذلك يقول: قاتل الله ابن الأشعث أما كان يزجر الطير حيث رآني قد نزلت دير قره، ونزل هو بدير الجماجم. وكان جملة من اجتمع مع ابن الأشعث مائة ألف مقاتل ممن يأخذ العطاء، ومعهم مثلهم من مواليهم، وقدم على الحجاج في غبون ذلك إمداد كثيرة من الشام، وخندق كل من الطائفتين على نفسه وحول جيشه خندقا يمتنع به من الوصول إليهم، غير أن الناس كان يبرز بعضهم لبعض في كل يوم فيقتتلون قتالا شديدا في كل حين، حتى أصيب من رؤوس الناس خلق من قريش وغيرهم، واستمر هذا الحال مدة طويلة، واجتمع الأمراء من أهل المشورة عند عبد الملك بن مروان، فقالوا له: إن كان أهل العراق يرضيهم منك أن تعزل عنهم الحجاج فهو أيسر من قتالهم وسفك دمائهم، فاستحضر عبد الملك عند ذلك أخاه محمد بن مروان وابنه عبد الله بن عبد الملك بن مروان، ومعهما جنود كثيرة جدا، وكتب معهما كتابا إلى أهل العراق، يقول لهم: إن كان يرضيكم مني عزل الحجاج عنكم عزلته عنكم، وبعثت عليكم أعطياتكم مثل أهل الشام، وليختر ابن الأشعث أي بلد شاء يكون عليه أميرا ما عاش وعشت، وتكون إمرة العراق لمحمد بن مروان، وقال في عهده هذا: فإن لم تجب أهل العراق إلى ذلك فالحجاج على ما هو عليه إليه إمرة الحرب، ومحمد بن مروان وعبد الله بن عبد الملك في طاعة الحجاج وتحت أمره لا يخرجون عن رأيه في الحرب وغيره.
ولما بلغ الحجاج ما كتب به عبد الملك إلى أهل العراق من عزله إن رضوا به شق عليه ذلك مشقة عظيمة جدا وعظم شأن هذا الرأي عنده، وكتب إلى عبد الملك: يا أمير المؤمنين والله لئن أعطيت أهل العراق نزعي عنهم لا يلبثون إلا قليلا حتى يخالفوك ويسيروا إليك، ولا يزيدهم ذلك إلا جرأة عليك، ألم تر وتسمع بوثوب أهل العراق مع الأشتر النخعي على ابن عفان؟ فلما سألهم ما تريدون؟ قالوا: نزع سعيد بن العاص فلما نزعه لم تتم لهم السنة حتى ساروا إليه فقتلوه؟ وإن الحديد بالحديد يُفلَح، كان الله لك فيما ارتأيت والسلام عليك.
قال: فأبى عبد الملك إلا عرض هذه الخصال على أهل العراق كما أمر، فتقدم عبد الله ومحمد فنادى عبد الله: يا معشر أهل العراق أنا عبد الله ابن أمير المؤمنين عبد الملك بن مروان، وإنه يعرض عليكم كيت وكيت، فذكر ما كتب به أبوه معه إليهم من هذه الخصال، وقال محمد بن مروان وأنا رسول أخي أمير المؤمنين إليكم بذلك، فقالوا: ننظر في أمرنا غدا ونرد عليكم الخبر عشية، ثم انصرفوا فاجتمع جميع الأمراء إلى ابن الأشعث فقام فيهم خطيبا، وندبهم إلى قبول ما عرض عليهم من عزل الحجاج عنهم وبيعة عبد الملك وإبقاء الأعطيات وإمرة محمد بن مروان على العراق بدل الحجاج، فنفر الناس من كل جانب، وقالوا: لا والله لا نقبل ذلك نحن أكثر عددا وعددا وهم في ضيق من الحال، وقد حكمنا عليهم، وذلوا لنا والله لا نجيب إلى ذلك أبدا. ثم جددوا خلع عبد الملك ونائبه ثانية، واتفقوا على ذلك كلهم.
فلما بلغ عبد الله بن عبد الملك وعمه محمدا الخبر قالا للحجاج: شأنك بهم إذا فنحن في طاعتك كما أمرنا أمير المؤمنين، فكانا إذا لقياه سلما عليه بالإمرة ويسلم هو أيضا عليهم بالإمرة، وتولى الحجاج أمر الحرب وتدبيرها كما كان قبل ذلك، فعند ذلك برز كل من الفريقين للقتال والحرب، فجعل الحجاج على ميمنته عبد الرحمن بن سليمان، وعلى ميسرته عمارة بن تميم اللخمي، وعلى الخيل سفيان بن الأبرد وعلى الرجالة عبد الرحمن بن حبيب الحكمي.
وجعل ابن الأشعث على ميمنته الحجاج بن حارثة الجشمي، وعلى الميسرة الأبرد بن قرة التميمي، وعلى الخيالة عبد الرحمن ابن عياش بن أبي ربيعة، وعلى الرجالة محمد بن سعد بن أبي وقاص الزهري، وعلى القراء جبلة بن زحر بن قيس الجعفي، وكان فيهم سعيد بن جبير وعامر الشعبي وعبد الرحمن بن أبي ليلى، وكميل بن زياد - وكان شجاعا فاتكا على كبر سنه - وأبو البختري الطائي وغيرهم، وجعلوا يقتتلون في كل يوم، وأهل العراق تأتيهم الميرة من الرساتيق والأقاليم، من العلف والطعام، وأما أهل الشام الذين مع الحجاج فهم في أضيق حال من العيش، وقلة من الطعام، وقد فقدوا اللحم بالكلية فلا يجدونه، وما زالت الحرب في هذه المدة كلها حتى انسلخت هذه السنة وهم على حالهم وقتالهم في كل يوم أو يوم بعد يوم، والدائرة لأهل العراق على أهل الشام في أكثر الأيام. وقد قتل من أصحاب الحجاج زياد بن غنم، وكسر بسطام بن مصقلة في أربعة آلاف جفون سيوفهم واستقتلوا وكانوا من أصحاب ابن الأشعث).